# Rrok Gjonlleshaj

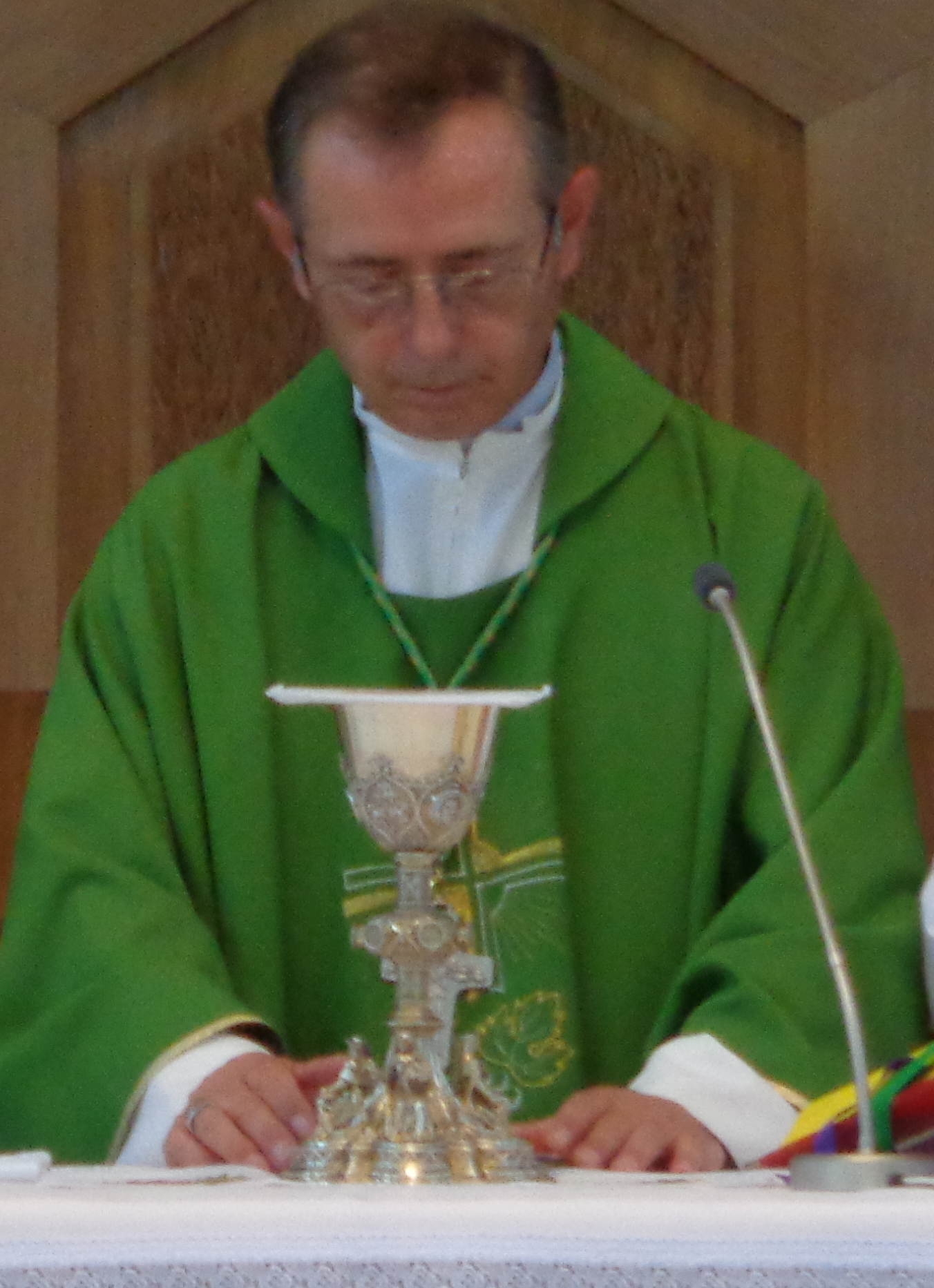
Rrok Gjonlleshaj (Juli 2021)

Rrok Gjonlleshaj (* 10. Februar 1961 in Veleža, FVR Jugoslawien) ist ein kosovo-albanischer Geistlicher und römisch-katholischer Erzbischof von Bar.

## Leben
Nach der Schule in seiner Heimat studierte Rrok Gjonlleshaj Theologie und Philosophie in Rijeka und empfing am 1. August 1987 das Sakrament der Priesterweihe für das Bistum Skopje-Prizren. Er wirkte anschließend in mehreren Pfarreien, zuletzt in Pristina.
Am 5. April 2016 ernannte ihn Papst Franziskus zum Erzbischof von Bar. Die Bischofsweihe spendete ihm sein Amtsvorgänger Zef Gashi SDB am 14. Mai desselben Jahres. Mitkonsekratoren waren der Apostolische Nuntius in Slowenien, Erzbischof Juliusz Janusz, und der Apostolische Administrator von Prizren, Dodë Gjergji.
Vom 28. September 2019 bis zum 27. April 2021 und erneut vom 18. März 2023 bis zum 23. November 2024 war er für die Zeit der Sedisvakanz zusätzlich Apostolischer Administrator des Bistums Kotor.